# Реакція Еммерта
Реакція Еммерта (англ. Emmert reaction) — перетворення піридину або хіноліну в піридилкарбіноли під дією альдегідів (також їх азотних аналогів, пр., азинів) або кетонів у присутності магнію (або алюмінію) та HgCl2. Реакція протікає через проміжне утворення йон-радикалів.
α-H–C5H4N + R2C(=O)R' —a→ α-(R2(OH)C)–C5H4N
де a — Mg, HgCl2.